# Popcornkino
Mit dem Begriff Popcornkino oder Popcornfilm bezeichnet man wenig gehaltvolle Filmproduktion mit vornehmlichem Unterhaltungscharakter. Diese können weiterhin eine für Kinofilme übliche professionelle Umsetzung haben, legen allerdings ihren Fokus auf Wirtschaftlichkeit, wie sie in Kinos durch Nebeneinkünfte wie mit Popcorn erzielt wird. Filmbewertungsstellen versuchen mit Auszeichnungen wie den Filmprädikaten und finanziellen Anreizen gehaltarmen Produktionen entgegenzuwirken.
Filmkritiker verdeutlichen mit diesem Begriff, dass es sich um einen Film mit einer leicht nachvollziehbaren Handlung und leicht zu verarbeitendem Thema handelt. Manchmal verwenden sie diesen auch, um den ihrer Meinung nach geringen Sinngehalt der jeweiligen Filme zum Ausdruck zu bringen. Es besteht jedoch kein unmittelbarer Zusammenhang zwischen dem Erfolg einer Filmproduktion und der Einstufung als Popcornkino.

## Wortherkunft
Popcorn ist günstig in der Herstellung und kann mit hohen Margen verkauft werden. Es erfreut sich in Kinos großer Beliebtheit und steht stellvertretend für Nebeneinkünfte, die die Rentabilität von Kinos gewährleisten. Der Begriff Popcornkino überträgt den Charakter, den das Popcorn für Kinos hat, auf den Film: Wenig Substanzgehalt wird professionell in einem Film verarbeitet und dient vornehmlich der Wirtschaftlichkeit von Studio, Publisher und Marke.

### Bedeutung
Der Kritikbegriff Popcornkino zielt auf übliche Exzesse, Wiederholungen von Geschichten an anderen Schauplätzen, Oberflächlichkeit bzw. im Allgemeinen eine geringe normsetzende oder zeitüberdauernde Stellung ab. Weiterführend ist seine Intention verwandt mit dem nicht mehr gebräuchlichen Wort Boulevardstück, welches dem Theaterbereich entstammt und aus dem auch die Boulevardpresse respektive Regenbogenpresse für Printmedien als Kritikbegriff hervorgingen. Im Gegensatz zu diesen wird der Begriff vielfältiger als auch gewählter eingesetzt und kann nicht per se einer Gattung oder Produktionsart zugeordnet werden. Der Begriff Popcornkino bezeugt in seiner Anwendung damit eine offenere Auslegung des Wertgehalts und weniger harschen Umgang mit Werken, die sich nicht für die Aufnahme in einem Kanon qualifizieren.

## Geschichte
Erfolgreichen Filmproduktionen lag insbesondere wie von World Masterpiece Theater vorgelebt meist ein Literarisches Werk zugrunde. Filmstudios haben sich schwer getan, erfolgreiche Sequel zu produzieren und Geschichten weiterzuerzählen, sodass Fortsetzungen nachließen oder zum Flop führten. Kritik an einer professionellen Umsetzung, aber einem hoffnungslosen Mangel an Substanz, wird als Popcornkino zusammengefasst.
Filmfortsetzungen wurden deswegen häufig als Direct-to-Video-Produktion angesetzt. Pixar Animation Studios bezeugt den erfolgreichen Wandel zur direkten Ausführung als Kinofilm ohne vorangegangenes Literarisches Werk. Story-Probleme bei der TinkerBell-Reihe oder die Verfilmungen von Videospielen bei Ubisoft Motion Pictures zeigen aber auch bestehende Schwierigkeiten auf.

## Abgrenzung
Um zu verdeutlichen, dass kein für einen Außenstehenden ersichtlicher tiefgehender Sinngehalt zur Intention einer Produktion gehört, wird auch der Begriff Fanservice verwendet. Dieser wird bekanntermaßen in einzelnen Anime-Episoden kundgetan, welche oftmals am Strand spielen und nicht zur Story beitragen. Im weiteren Sinne dient jedes Sequel und auch Spin-off dem Fanservice. So können Produktionen im Star Wars Universum dem Fanservice zugerechnet und für Außenstehende erklärt werden. Popcornkino bezeichnet jedoch unabhängig vom Fanservice einen geringen Substanzgehalt.

### Abgrenzung zu einzelnen Kritikbegriffen
- Seifenopern (engl. Soap Opera) waren ursprünglich von Waschmittelherstellern werbefinanzierte Serien zur seichten Unterhaltung mit endlosen Fortsetzungen.[5] Der Begriff Seifenoper prägt und dient zugleich als Kritikbegriff für allgemein verschiedene Erscheinungen für bereits mit Intention als gehaltsarm angelegte Sendungen, die meist unter einer kurzfristigen und flexibilisierten Fortsetzungsplanung leiden.[6] Umgangssprachlich werden damit auch Lückenfüller in Radio- und Fernsehen, wie Spielfilme im Nachtprogramm, kritisiert. Namensgebend ging auch der Soap-Opera-Effekt daraus hervor. Dagegen ist der Begriff Popcornkino im Bereich der in sich abgeschlossenen Produktionen beheimatet.
- Als Werbe-Animes oder Promo-Animes werden in der Anime-Kultur Produktionen kritisiert, die vorwiegend als Werbung für ein anderes Medium, wie einer Manga- oder Light-Novel-Vorlage dienen und ggf. mit größeren Cliffhangern enden.[7] Der Begriff Popcornkino beschränkt sich allerdings auf die Kritik an inhaltlichen Leiden, deren auftreten davon unabhängig ist.